# قرابیه آجی‌بادام
قرابیه بادام تلخ (ترکی استانبولی: acıbadem kurabiyesi؛ آجی‌بادام کرابیه‌سی) نوعی شیرینی سنتی ترکیه ای است که از بادام، شکر و سفیده تخم‌مرغ تهیه می‌شود. دستور پخت سنتی از بادام تلخ در آن استفاده می‌شده است؛ که ریشهٔ نام این شیرینی نیز هست. امّا از آنجا که استفاده از خود بادام تلخ آسان نیست از عصارهٔ بادام استفاده می‌شود. بسیاری از نانوایی‌ها و قنادی‌های ترکیه این شیرینی را به فروش می‌رسانند.
این شیرینی معمولاً با قهوه یا بستنی خورده می‌شود. این شیرینی بسیار شبیه یه یک نوع شیرینی ایتالیایی به نام آمارتو است که نام آن نیز به معنی بادام تلخ است.